# 家本賢太郎
家本 賢太郎（いえもと けんたろう 1981年12月2日 - ）は、日本の実業家。クララ株式会社（株式会社クララオンラインから2024年4月1日に社名変更。） 代表取締役社長。祖父は経済学者の家本秀太郎。

## 来歴
愛知県名古屋市昭和区出身。小学6年生のときに原因不明の高熱に侵され、1996年、滝中学校の2年に在学中、脳腫瘍と判明し除去手術を受けるが後遺症で車椅子生活となる。入院中パソコンに親しんだことがきっかけでインターネットに夢中になり、利用する内にプログラミングに目覚める。1997年、滝中学校卒業後、文部省大学入学資格検定（大検）に合格し、また同年5月には合資会社としてクララオンラインを起業、レンタルサーバ事業を始める。1998年、有限会社クララオンラインを設立。1999年、株式会社へ組織変更、同年、慶應義塾大学法学部（通信教育課程）に入学。両脚の運動神経が回復し、車椅子生活から離れる。2001年、同大学の環境情報学部に入学し直したが、2006年、体育の単位が足りないため中退。同年、早稲田大学大学院スポーツ科学研究科に入学し、2007年、同研究科を修了。2021年、東京ユナイテッドバスケットボールクラブを設立。
2007年から2011年までNHK中央放送番組審議会委員、2009年から2019年まで内閣府男女共同参画会議議員、2016年から2017年まで内閣府男性の暮らし方・意識の変革に関する専門調査会 会長等の公職を務める。

## 番組出演
- FNNスーパーニュースほっとKANSAI（関西テレビ）2001年4月2日 - 2002年3月29日

## 著書
- 『僕が15で社長になった理由』（ソフトバンクパブリッシング）